# Jüdische Gemeinde Buttenhausen
Die Jüdische Gemeinde in Buttenhausen im Süden Württembergs im Lautertal auf der Schwäbischen Alb geht auf die Ansiedlung von 25 jüdischen Familien zurück, die 1787 vom Freiherrn von Liebenstein (1730–1799) den Schutzbrief erhielten. Sie genossen hier ungewöhnlich tolerante und liberale Bedingungen nach dem Vorbild der jüdischen Gemeinde in Jebenhausen. 1789 wurde ein Friedhof errichtet, 1795 eine Synagoge eröffnet.

## Geschichte
1823 verzeichnete die Gemeinde 464 Einwohner, davon 293 jüdische. Der Staat bezog Schutz- und Schirmgeld in Höhe von 4 Gulden pro Person, von Rabbinern und Witwen 2 Gulden. Die Aufnahmegebühr für einen Juden betrug 50 Gulden, eine fremde Jüdin 20 Gulden.
Nach dem Reichsdeputationshauptschluss und im Zuge der Mediatisierung kamen die Liebensteiner Territorien an das Königreich Württemberg. Mit dem Gesetz in Betreff der öffentlichen Verhältnisse der israelitischen Glaubensgenossen von 1828 verbesserte sich die Rechtslage der Juden und jüdische Betriebe in der Textilindustrie und im Eisenhandel entstanden.
1832 wurde die Gemeinde zum Sitz des Bezirksrabbinats Buttenhausen, eines von 13 Bezirksrabbinaten in Württemberg.
1870 verzeichnen die Einwohnerlisten 442 jüdische Personen bei einer Gesamteinwohnerzahl von 800. In 46 von 100 Häusern wohnten Juden. Es gab außer der Synagoge ein Rabbinatsgebäude, ein jüdisches Armenhaus und ein jüdisches Bad (Mikwe).
Ab 1870 wanderten jedoch mehr und mehr Juden in die Städte aus, die bessere Arbeitsmöglichkeiten und Bildungseinrichtungen boten.
1887 wurde das Rabbinat mit dem Bezirksrabbinat Buchau vereinigt, da die Zahl jüdischer Einwohner stark zurückgegangen war. 1913 wurde das Rabbinat aufgehoben, die Gemeinde wurde vom Rabbiner in Buchau versorgt und dem Bezirksrabbinat Buchau angegliedert.

## Zeit des Nationalsozialismus
Die Repressalien der Zeit des Nationalsozialismus führte zur Emigration etwa der Hälfte der jüdischen Bevölkerung Buttenhausens. Außerdem wurde Buttenhausen zur Durchgangsstation einer großen Zahl von ausgewiesenen Juden aus dem Reichsgebiet, die den Ort jedoch 1941 wieder verlassen mussten. Von den 1933 verbliebenen 89 jüdischen Bürgern in Buttenhausen überlebte niemand den Holocaust.

## Rabbiner und Lehrer der Synagoge und jüdischen Gemeinde
Ab 1820 beschäftigte die Gemeinde einen eigenen Rabbiner, nachdem es vorher nur einen nebenamtlichen Vorbeter gegeben hatte. 1828 bekam Buttenhausen einen eigenen Rabbinatsbezirk, der weit über die Gemeinde hinausreichte.
- 1828–1835 Salomon Levi
- 1835–1858 Marx Kallmann
- 1859–1867 Samson Gunzenhauser
- 1868–1874 Michael Silberstein
- 1874–1881 Jakob Stern
- 1880–1887 Jonas Laupheimer

- 1887–1914 Jonas Laupheimer als Rabbinner von Buchau für Buttenhausen mitzuständig

- 1908–1942 Naphtali Berlinger, Lehrer, Chasan, Mohel und Schochet